# (32157) 2000 MR1
2000 أم أر 1 (ويعرف أيضًا باسم (32157) 2000 أم أر 1 وفق تسمية الكوكب الصغير) (بالإنجليزية: 2000 MR1)‏ هو كويكب ضمن حزام الكويكبات؛ وترتيبه 32157 من حيث الاكتشاف.
اكتُشف هذا الجُرم الفلكي بواسطة جون بروفتون في 26 يونيو 2000.

## وصلات خارجية
- (32157) 2000 MR1 في قاعدة بيانات مختبر الدفع النفاث لأجرام النظام الشمسي الصغيرة

- الاكتشاف · مخطط المدار ·  العناصر المدارية · المعلمات المادية

- (32157) 2000 MR1 على موقع ويكي سكاي: DSS2, SDSS, GALEX, IRAS, Hydrogen α, X-Ray, Astrophoto, Sky Map, Articles and images